# Мъдрево
Мъ̀древо е село в Североизточна България. То се намира в община Кубрат, област Разград.

## География
Мъдрево е отдалечено от областния център Разград на 56 км. Най-близките градове са Тутракан – (25 км) и Кубрат – (17 км). Съседните села са Тертер (1 км – отделя ги мост), Севар – (5 км), Бреница – (5 км) и Бисерци – (6 км).
Релефът на околността е равнинно-хълмист, като необработваемата земя е под 5%.

## История
До 1942 година селото носи името Месим махаллеси.

## Религии и политика
Второто по големина село в България, в което живеят само алевии, изповядващи неортодоксален ислям. В България и по света алевиите са известни по-скоро с названието „къзълбаши“. Понеже носят турско-арабски имена, държавната администрация ги категоризира като турци. Принципно донякъде и те имат турско самосъзнание. Заселени са предимно в Лудогорието, Добруджа и по-малко в Южна България.

## Редовни събития, културни и природни забележителности
- Традиционният годишен събор е през първата събота на август.
- Провежда се също така и традиционен празник „Хъдреллез“ в местността „Дюлдюл изи“.
- Читалище „Нов живот – 1948“

## Личности
- Али Юзеир – 5 пъти Републикански шампион по муай тай, балкански и световен шампион.
- Рамадан Аталай – депутат от XXXVIII, XXXIX, XL и XLI народно събрание от Движението за права и свободи
- Тайбе Юсеин Мустафа [4]– Бронзова медалистка от Олимпиадата в Токио-2021г., европейски и световен шампион по свободна борба.
- Ерол Камберов – М.С. по вдигане на тежести на СК „Славия“ София, Вицешампион за мъже 1984 година със СК Лудогорец Разград, Носител на купа САВАРИЯ – Унгария-1984, Носител на купа ОТОМАРСАН – Турция-1983

## Спорт
Футболният отбор на селото се казва ФК Скрита сила, с треньор Мустафа Ризов.